# Kukla (Čechtín)
Kukla je osada v okrese Třebíč v kraji Vysočina. Jde o místní část obce Čechtín. Kukla se nachází asi 10,3 km severozápadně od centra Třebíče a asi 8,6 km od okraje jejího zastavěného území. 
Osada je označená pouze na směrovací značce na jedné z křižovatek silnice II/351, která osadu míjí.

## Historie
V roce 2010 byla postavena nová cesta na Kuklu. Mezi lety 2013 a 2017 byla osada napojena na vodovodní síť. Během 19. století se zde nacházel sklep a lednice, které sloužily bývalému čechtínskému pivovaru.

## Geografie
Kuklou protéká Leštinský potok, který ji rozděluje na dvě části. Západní část je tvořena menší skupinou budov, východní část tvoří přibližně patnáct budov, mezi kterými vede okružní asfaltovaná cesta. Osada je dvěma cestami spojena se silnicí II/351. Nejbližšími obcemi jsou Čechtín (asi 200 m severně) a Červená Lhota (asi 1 km jihozápadně). V osadě je registrováno deset čísel popisných. Asi 1,6 km jihozápadně od Kukly se nachází Čechtínský kopec (662 m).